# Rudolf Baumbach
Rudolf Baumbach (28 de setembre de 1840 - 21 de setembre de 1905) fou un poeta alemany.
Nascut en Kranichfeld a Turíngia, Alemanya, era fill d'un metge local, va rebre els seus primers ensenyaments escolars al gimnàs de Meiningen, al lloc on el seu pare s'havia traslladat. Després d'estudiar ciències naturals a Leipzig com a membre del cos d'estudiants Alemanys de Turíngia i en diverses altres universitats. Es matricula, independentment de la família, en les universitats privades de diverses ciutats Austríaques, Graz, Brünn i Trieste.
A Trieste agafa el gust popular amb una llegenda Alpina, Zlatorog (1877), i cançons d'un aprenent de periodista, Lieder eines fahrenden Gesellen (1878), els dos varen fer diverses edicions. El seu èxit el decidí per embarcar-se en una carrera literària. El 1885, retornava a Meiningen, on rebia el títol de Hofrat, i va ser nomenat bibliotecari ducal. Va estar a Meiningen durant els vint anys fins a la seva mort el 1905.
Baumbach was a poet of the breezy, vagabond school and wrote, in imitation of his greater compatriot, Joseph Viktor von Scheffel, many excellent drinking songs, among which Die Lindenwirtin ("The Linden Hostess") has endeared him to the German student world. But his real strength lay in narrative verse, especially when he had the opportunity of describing the scenery and life of his native Thuringia. Special mention may be made of Frau Holde (1881), Spielmannslieder (1882), Von der Landstraße (1882), Thüringer Lieder (1891) and his prose, Sommermärchen ("Summer legends", 1881).
De les seves obres destaquen: Die Lindenwirtin (L'hoste de Tell), Frau Holde (1881), Spielmannslieder (1882), Von der Landstraße (1882), Thüringer Lieder (1891) i la seva prosa, Sommermärchen ("Llegendes d'estiu", 1881).